# Heligmonevra litoralis
Heligmonevra litoralis là một loài ruồi trong họ Asilidae. Heligmonevra litoralis được Lindner miêu tả năm 1955. Loài này phân bố ở vùng nhiệt đới châu Phi.